# 費倫 (加利福尼亞州)
費倫（英語：Phelan）是位於美國加利福尼亞州聖貝納迪諾縣的一個人口普查指定地區。

## 地理
費倫的座標為34°25′59″N 117°36′54″W / 34.43306°N 117.61500°W，而該地最高點為海拔高度1272米（即4173英尺）。

## 人口
根據2010年美國人口普查的數據，費倫的面積為155.651平方公里。當地共有人口14304人，而人口密度為每平方千米91人。